# Професорський куточок
Професорський куточок (до 1948 року Тирна́к, крим. Tırnaq, раніше Чольмекчі́-Фидє́-Кора́, крим. Çölmekçi Fıde Qora, також Робочий куточок, Кастель-Приморский) — район Алушти, улюблене місце відпочинку наукової та творчої еліти з кінця XIX століття, колигшнє село.
Санаторний район зі штучним пляжем і найдовшою в Криму бетонною набережною. Сьогодні — західна частина м. Алушта, яка простягається до підніжжя гори Кастель.

## З історії
Отримав назву після того, як поряд з будинком геолога М.О Головкінського у кінці XIX ст. тут почали будувати свої дачі інші вчені.

## Галерея

2010 рік. Фрагмент.
2010 рік. Фрагмент.
2010 рік. Фрагмент.
2010 рік. Фрагмент.
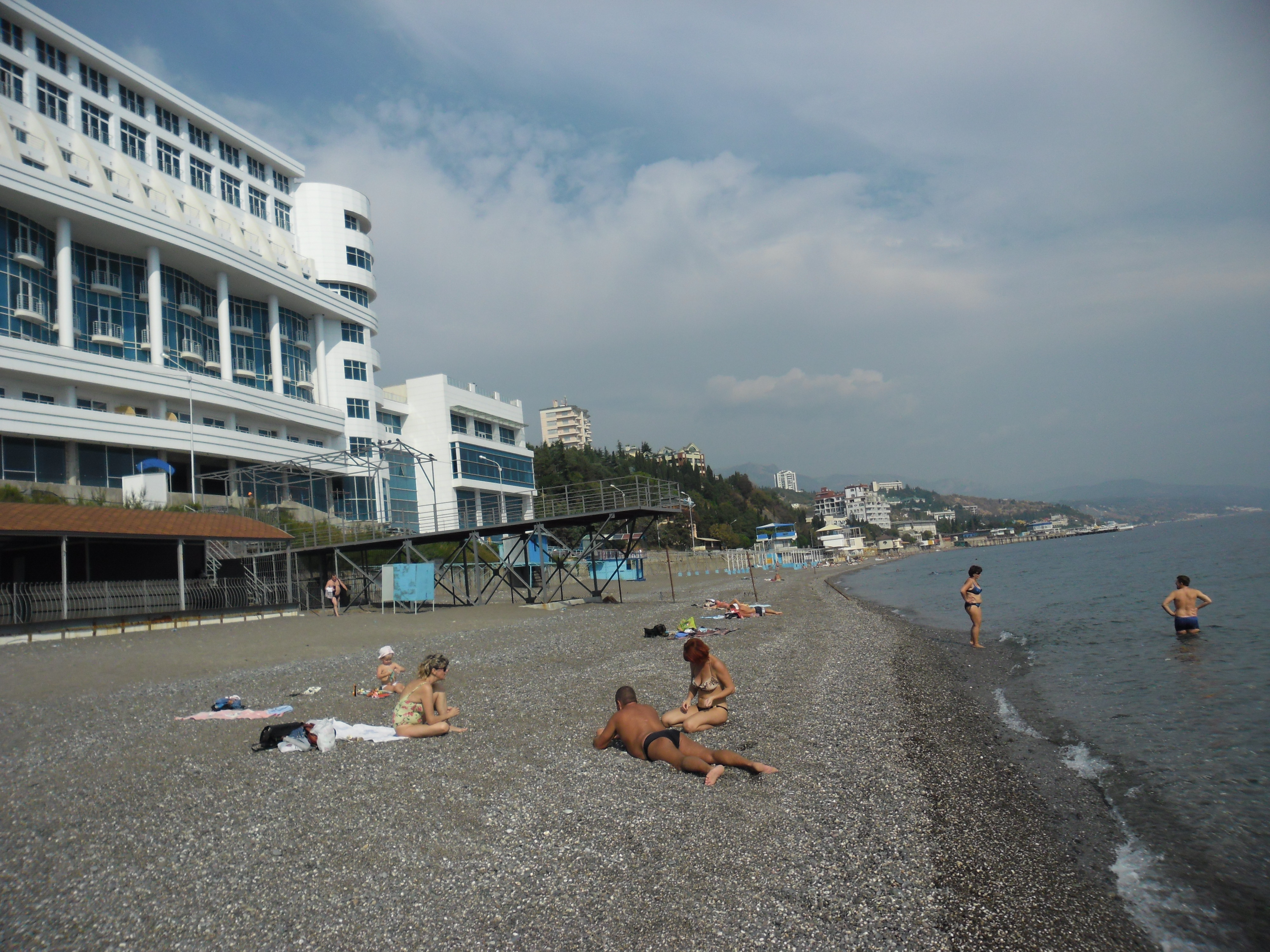
2012 рік. Пляж.